# Dun Troddan

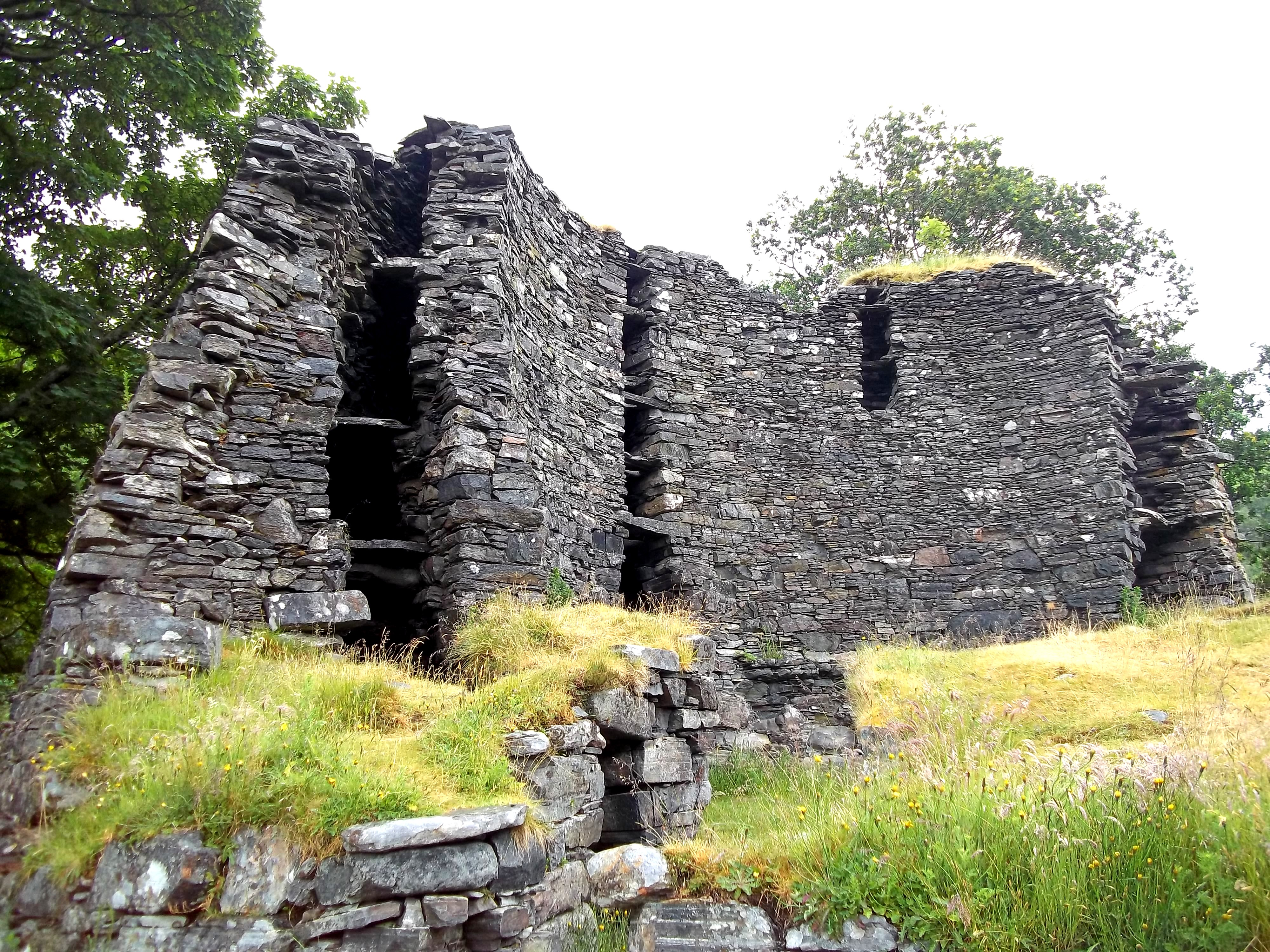
Dun Troddan

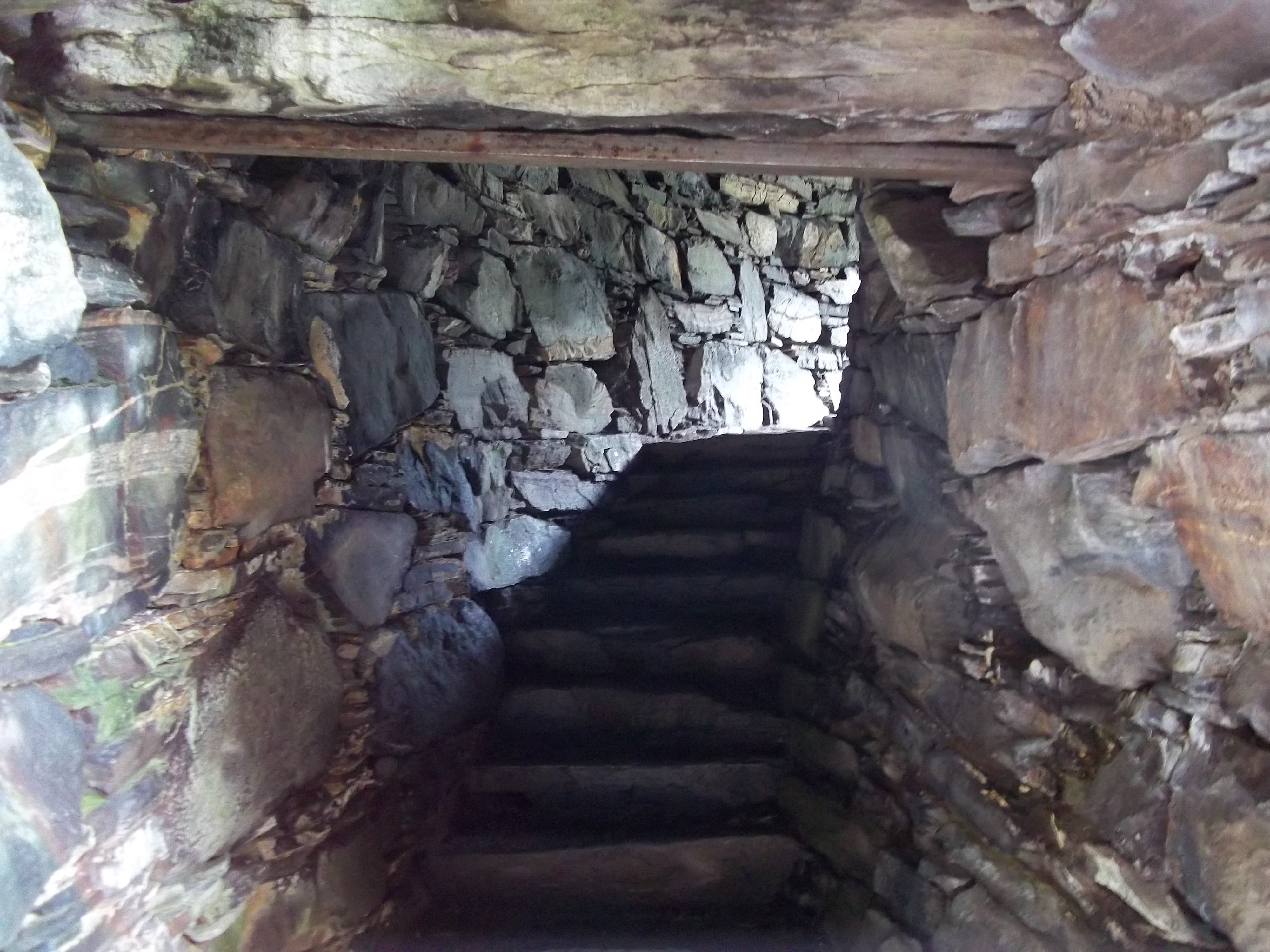
Treppe im Inneren der Außenmauer

Dun Troddan (schottisch-gälisch Dùn Trodan) ist einer der am besten erhaltenen eisenzeitlichen Brochs in Schottland. Er steht etwa 5 km südöstlich des Dorfes Glenelg, inmitten von Ackerland unweit des Ufers des Sound of Sleat in Sichtweite der Isle of Skye in den Highlands. In seiner Nähe liegt der Broch Dun Telve. Die Bezeichnung Dun für Brochs wird oft im Westen Schottlands angetroffen, wo im Königreich Dalriada (300 bis 800 n. Chr.) Einflüsse aus Irland vorliegen, woher der Begriff stammt. Die Bezeichnung Broch, abgeleitet aus dem Norn, ist wesentlich jünger.

## Beschreibung
Dun Troddan steht auf der Nordseite des Baches Abhainn a’ Ghlinne Bhig, im Überschwemmungsgebiet des Gleann Beag („Kleines Tal“). Der Turm ist in einem guten Erhaltungszustand. Die etwa zu zwei Drittel des Umfangs und am oberen Ende fehlenden Steine des noch etwa 7 m hohen Brochs sollen für den Bau der Kaserne in Glenelg verwandt worden sein. Historic Scotland betreut Dun Troddan und Dun Telve. Der Broch liegt beinahe in Sichtweite des wenige hundert Meter entfernten Dun Telve. Der nächstgelegene Broch im hinteren Bereich des Tals ist Dun Grugaig.
Der Außendurchmesser beträgt über 16 m bei einer Wandstärke von 3,7 m am Zugang und 3,3 m gegenüber dem Zugang und einem Innendurchmesser von etwa 8,6 m. Die Zugangspassage liegt im Südwesten, hat links eine ungewöhnlich lange Wächterzelle (englisch guard-cell) und es gibt einen Absatz als Türanschlag. Eine weitere intramurale Nische, mit außermittigem Zugang vom Innenraum, liegt etwa im Norden. Sie hat eine im Uhrzeigersinn nach oben ansteigende Treppe.
Die Mauer ist im oberen Bereich zweischalig bzw. hohl und nur in kurzen Abschnitten verbunden. Durch vertikale Galerien kann in das Innere der Mauer gesehen werden. Es sind drei vertikale Galerien in der Struktur sichtbar. Die zweischalige Ausführung der Mauer führte zur Gewichtsreduktion und geringerem Materialeinsatz. Die geringe Resthöhe der anderen Brochs verhinderte die Identifizierung der Gebäudenutzung. Im Broch wurde bei der Ausgrabung ein Kreis von Pfostenlöchern entdeckt. Diese wurden als Stützen für eine innere Holzkonstruktionen oder eine Holzhütte interpretiert. Es gibt mehrere Erklärungen, wie der Zugang zu den höheren Ebenen erfolgte.